# Prohemerobius geinitzi
Prohemerobius geinitzi là một loài côn trùng trong họ Prohemerobiidae thuộc bộ Neuroptera. Loài này được Handlirsch miêu tả năm 1906.